# Proline FC
El Proline Football Club, o Proline FC, es un club de fútbol ugandés de Kampala que actualmente juega en la Liga Premier de Uganda, la primera división nacional.

## Historia
El equipo se fundó el 2 de septiembre de 2006 con el nombre Nalubaale FC y fue promovido a la máxima categoría de la Liga Premier de Uganda en 2007. En 2010 cambió su nombre por el de Proline FC, y jugó siete temporadas antes de terminar en el puesto 15 y fue relegado en 2013-14. En 2007, Proline invitó a Rio Ferdinand a Uganda, donde se reunió con el presidente ugandés Yoweri Museveni.
Proline ganó el playoff de la Gran Liga de Uganda en 2016 para volver a la máxima categoría, superando al Sporting United 4-1 en el partido decisivo.
Proline fue relegada de la Liga Premier de Uganda por segunda vez en la temporada 2017-18 después de no poder vencer a Uganda Revenue Authority SC en la última fecha jugando de local.
Ganó la Copa de Uganda 2019 ante el Bright Stars FC y clasificó a la Copa Interclubes Kagame 2019 y a la Copa Confederación de la CAF 2019-20

## Palmarés
- Gran Liga de Uganda: 1

2018/19
- Copa de Uganda: 1

2018/19

## Participación en competiciones internacionales

### CAF
| Temporada | Torneo                       | Ronda      | Club                | Casa | Visita | Global |
| --------- | ---------------------------- | ---------- | ------------------- | ---- | ------ | ------ |
| 2019/20   | Copa Confederación de la CAF | Preliminar | Masters Security FC | 3-0  | 0-0    | 3-0    |
| 2019/20   | Copa Confederación de la CAF | 1          | AS Kigali           | 2-1  | 1-1    | 3-2    |
| 2019/20   | Copa Confederación de la CAF | Playoff    | Al Nasr Benghazi    | 0-2  | 2-2    | 2-4    |

### CECAFA
| Temporada | Torneo                  | Ronda          | Club            | Resultado |
| --------- | ----------------------- | -------------- | --------------- | --------- |
| 2019      | Copa Interclubes Kagame | Fase de grupos | APR FC          | 0-1       |
| 2019      | Copa Interclubes Kagame | Fase de grupos | Heegan FC       | 2-0       |
| 2019      | Copa Interclubes Kagame | Fase de grupos | Green Eagles FC | 1-2       |